# Ravageurs du houblon
Ravageurs du houblon (liste non exhaustive)

## Acariens
- Tetranychus urticae, tétranyque à deux points.

## Insectes
- Cicadelles
  - Empoasca fabae, cicadelle de la pomme de terre, et autres,

- Phorodon humuli, puceron du houblon[1],[2]
- Hypena humuli, arpenteuse,
- Popillia japonica, scarabée japonais,
- Vers gris,
- Macrodactylus subspinosus, sésie du groseillier,
- Perce-oreilles,
- Tordeuses,
- Polygonia interrogationis (polygone à queue violacée), Polygonia comma (polygone virgule),
- et autres chenilles défoliatrices

- Prionus californicus, perceur,
- Mamestra configurata, légionnaire Bertha,
- Polygonia interrogationis, symphyle du jardin,
- Charançons des racines
  - Charançon de la racine du fraisier,
  - Otiorhynchus sulcatus, charançon noir de la vigne, etc.,
- Psylliodes punctulatus, altise du houblon,
- Diabrotica undecimpunctata, chrysomèle maculée du concombre.

## Nématodes
Plusieurs espèces de nématodes parasitent les racines du houblon, dont :
- Heterodera humuli,
- Pratylenchus penetrans,
- Longidorus elongatus,
- Meloidogyne hapla.

## Autres
- Limaces.